# Mail.ru

Логотип с 2004 по 2018 год

Логотип с 2018 по 2024 год

Mail.ru — русскоязычный интернет-портал, принадлежащий технологической компании VK.
Объединяет главную страницу сайта и тематические проекты, служит единой «точкой входа» для принадлежащих компании интернет-служб — почты, поиска, социальной сети «Мой мир», облачного сервиса, мессенджер «VK Мессенджер».
По данным TNS на июль 2016 года, ежемесячная аудитория портала составляла 54,9 миллиона человек без учёта ботов.

## История
Решение о развитии сайта почтовой службы Mail.ru в направлении портала было принято в начале 1998 года. Основатели и собственники сервиса вдохновились примером компании Yahoo!, предоставившей на одном сайте службу электронной почты, каталог ресурсов в Интернете и информационные разделы.
В том же году были заключены соглашения с интернет-издательством «Инфоарт», изданиями Lenta.ru и Газета.ru о размещении их новостных лент на главной странице. Однако официальным годом создания портала считается 2001, когда после слияния Port.ru и Netbridge все рентабельные интернет-активы образованной компании были консолидированны вокруг самого популярного — почтового сервиса.
В 2006 году после интеграции с «Блогами Mail.ru» тематические проекты получили единую систему комментирования с древовидным отображением и поддержкой уведомлений об ответах. В 2011 году в интерфейсе портала появилась навигационная панель с быстрым переходом между тематическими проектами портала.
Начиная с 2012 года команда UX-специалистов Mail.ru Group, отвечающих за направление «Почта и портал», работала над фреймворком для технической унификацией тематических проектов портала. В дизайне был использован «бургерный подход»: страницы проектов начали конструировать из горизонтальных блоков, оптимизированных под разные виды контента. Это упростило разработку новых тематических разделов и запуск адаптивных версий сайтов для мобильных устройств. В середине 2012 года были перезапущены новостной проект и «Афиша», год спустя обновились «Дети Mail.ru». В 2014 году новый дизайн получил проект «Здоровье Mail.ru».
В феврале 2024 года VK расширила возможности сервисов Почта, Облако, Заметки и Календарь с помощью генеративного искусственного интеллекта. В августе 2024 VK провела ребрендинг Mail.ru, в результате которого из названия пропало имя домена (.ru), в палитру логотипа добавились обновленный синий, белый и салатовый цвета. Также у Mail появился маскот — белый пес Байт.

## Проекты
- «Авто Mail» — сайт автомобильной тематики, один из первых проектов портала. Работает с июня 2005 года[12].

- «Кино Mail» Сайт был запущен под названием Афиша Mail.ru в августе 2000 года. В апреле 2016-го Афиша Mail.ru переименована в «Кино Mail.ru».
- «Дети Mail» — тематический сайт о семье. Открыт в мае 2008 года как совместный проект портала и компании Johnson & Johnson[13][14]. Материалы выходят при участии педиатров, акушеров-гинекологов, сомнологов и других врачей. Существует раздел с онлайн-консультациями специалистов различного профиля[13]. На сайте есть каталог родильных домов и набор калькуляторов для расчёта дней овуляции, даты родов, плана вакцинации и объёма декретных выплат матери[15][16][17].

- «Добро Mail.ru». Проект запущен[18] в августе 2013 года. Он позволяет сделать пожертвование в адрес российских благотворительных организаций, которые занимаются помощью детям, пожилым людям, людям в трудных ситуациях, бездомным животным, а также проектами по защите окружающей среды. В 2014 году Министерство экономического развития признало «Добро Mail.ru» лучшим проектом по развитию некоммерческих организаций и благотворительности. Позже проект был переименован в «VK Добро». [источник не указан 1047 дней]
- «Здоровье Mail». Тематический сайт медицинской тематики. Открылся 5 октября 2009 года в неофициальный «день врача», приуроченный к первому понедельнику октября[19]. В этот день компания провела донорский день для сотрудников центрального офиса[20]. Основные материалы «Здоровья Mail» — тематические новости и статьи, справочники болезней и медицинских препаратов, каталог медицинских учреждений, рекомендации по оказанию первой помощи[19]. С весны 2013 года «Здоровье Mail.ru» сотрудничает с Департаментом информационных технологий Москвы и предоставляет в рамках сайта службу электронной записи к врачу через Единую медицинскую информационно-аналитическую систему[21]. Летом того же года начала работу служба заказ лекарств через интернет[22][23]. В 2015 году Mail.ru запустил службу записи к врачам негосударственных клиник, разработанную совместно с компанией Profi.ru[24]. «Здоровье Mail.ru» стало первым проектом портала и, по утверждении компании, первым в Рунете ресурсом медицинской тематики, мобильная аудитория которого превысила число посетителей настольной версии[10].
- «Леди Mail» — женский сайт, открывшийся в феврале 2005 года.
- «Новости Mail» — агрегатор новостей, существующий с 1998 года.
- «Погода» — сервис, запущенный в январе 2001 г. На сайте публикуются прогнозы погоды на неделю, 14 дней, месяц и год (на основе архивных данных за 11 лет) для 13245 населенных пунктов России и соседних стран. Также в прогнозе погоды на сайте можно найти данные о температуре комфорта («ощущается как»), вероятности осадков, давлении, влажности и ветре и о времени восхода и захода Солнца и фазах Луны.
- «Недвижимость Mail.ru» — служба поиска по объявлениям о продаже и сдаче в аренду жилой недвижимости. Открыта в 2004 году в партнёрстве с издательским домом «Деловой мир»[25][26]. На сайте представлены сведения об объектах, расположенных в Санкт-Петербурге и Ленинградской области, Москве, Московской области и ещё 69 городах России. Служба работает с профессиональной базой объектов Санкт-Петербурга и Москвы WinNER, базами членов российской Ассоциации профессионалов рынка недвижимости (Real Estate Professionals' Association, REPA), данными Департамента информационных технологий города Москвы[21][27][28]. В базе «Недвижимости Mail.ru» также представлены объявления ресурса Realty.by о домах и квартирах в Минске, Гродно, Бресте, Могилёве, Витебске и Гомеле[29][30]. Сервис унифицирует внешний вид объявлений и представляет полные сведения об объекте и контакты продавца или арендодателя[31]. После обновления в 2015 году на сайте появились редакционные материалы о рынке недвижимости и дизайне интерьеров[32]. «Недвижимость Mail.ru» выступала информационным партнёром национальной премии «Русская резиденция», партнёром выставки-ярмарки «Недвижимость» в ЦДХ, выставки иностранной недвижимости INFOREAL, выставки «Второй дом», организатором ежегодных круглых столов главных редакторов изданий о недвижимости[33][34][35][36][37]. В 2013 году компания запустила приложение «Аренда Mail.ru» для поиска квартир в Москве, Санкт-Петербурге, Киеве и других мегалополисах[38][39].

- «Игры Mail.ru» — один из крупнейших российских разработчиков и издателей браузерных и клиентских MMO, а также игр для соцсетей и мобильных устройств[40]. Портал включает в себя игровой центр, агрегатор новостей игровой индустрии и сообщество игроков. Открылся в мае 2006 года. «Mail.Ru Games» является разработчиком клиентских онлайн игр, таких как Warface, Skyforge[41]. В специальном разделе «Игромаркет» можно купить игры для популярных платформ. Также на сайте можно поиграть в браузерные, мини-игры и клиентские игры. У «Игр Mail.ru» есть отдельный раздел для турниров под названием PVP. В 2022 сайт был заменён на «VK Play».
- «Спорт Mail» — агрегатор новостей спортивной тематики, запущенный в сентябре 2010 г. Во время Зимних Олимпийских игр в Сочи в 2014 «Поиск Mail.ru» показывал в выдаче блок новостей о соревнованиях по запросам, связанным с Олимпиадой. Виджет «Спорта Mail.ru» был также представлен в социальной сети «Мой мир»[42][43]. В сентябре 2014 года главным редактором «Спорт Mail.ru» был назначен бывший редактор «Рамблер. Новости» Максим Токарев[44].

- «Hi-Tech Mail» — тематический сайт о высоких технологиях, запущенный в декабре 2007 года. Проект входит[источник не указан 1047 дней] в тройку[45] самых цитируемых IT-СМИ в России.
- «Питомцы» — проект о домашних животных, запущенный[46] в феврале 2018 года при поддержке бренда кормов Purina.
- «Все аптеки» — онлайн-сервис поиска и заказа лекарств, запущенный в апреле 2018 года[47].
- «Hi-chef» — кулинарный онлайн-проект, запущенный в декабре 2019 году[48] на базе сборника рецептов от редакции «Леди Mail.ru».
- «Дом Mail» — проект обо всех этапах взаимодействия с домом, запущенный в ноябре 2019 года[49].
- «Маруся». В ноябре 2018 года Mail.ru Group начала писать программу голосового помощника «Маруся», конкурента «Алисы» и «Кортаны». В марте 2019 года её продемонстрировали премьер-министру России Дмитрию Медведеву и 13 июня вышла версия для Android[источник не указан 2020 дней][50].
- «Видеозвонки Mail.ru». В апреле 2020 года в составе почтового сервиса Mail.ru Group начал работать сервис видеозвонков[51].